# Papiro Oxirrinco 88
El Papiro Oxirrinco 88 también llamado P. Oxy. 88 es un documento en griego que trata sobre una orden de pago de trigo. El manuscrito fue escrito en papiro en forma de una hoja. Se descubrió en Oxirrinco, Egipto. El documento fue escrito el 31 de octubre del 179. En la actualidad se conserva en el Museo Universitario de la Universidad de Pensilvania, Estados Unidos.

## Documento
El documento contiene una petición, dirigida a los supervisores de los graneros (σιτολογοι) de la aldea de Petne. Fue escrito por Lampon, hijo de Amonio, en su papel de director de la casa de la gymnasiarchs. La carta contiene una orden de pago del 60 a Serapión, hijo de Heliodoro. Las mediciones del fragmento son 135 por 112 mm.
Fue descubierto por Grenfell y Hunt en 1897 en Oxirrinco. El texto fue publicado por Grenfell y Hunt en 1898.